# Бурлака Сергій Вікторович
Сергі́й Ві́кторович Бурла́ка (нар. 8 вересня 1977 — 25 березня 2016) — солдат Збройних сил України, учасник російсько-української війни.

## Життєпис
Народився 1977 року в Новоселиці (Чернівецька область), де закінчив 3 класи школи № 3. Переїхав з батьками до Василівки (Запорізької області). Закінчив навчання в технікумі, одружився, проживав у Василівці.
На початку війни прийшов у батальйон «Азов»; стрілець 3-го відділення 1-го взводу спецпризначення десантно-штурмової роти, розвідник 2-ї сотні.
У ніч на 25 березня 2016 року під час проведення аеророзвідки поблизу села Павлопіль (Волноваський район) впав безпілотник. Група прикриття вирушила за ним, зранку досягла району падіння. У першій дозорній групі були бійці 2-ї сотні «Француз» і «Ван Гог». Територія була щільно замінована, «Француз» підірвався на одній з мін, його поранення виявились несумісними з життям, «Ван Гог» зазнав поранення ніг. Відразу після вибуху з трьох сторін терористи відкрили шквальний вогонь. Основна група змогла евакуювати пораненого «Ван Гога», за «Французом» довелося ходити кілька разів по мінному полю під щільним вогнем. Добровольці винесли пораненого «Ван Гога» і загиблого «Француза».
1 квітня 2016 року похований у Василівці.
Без Сергія лишилися мама, дружина і дві доньки.

## Нагороди та вшанування
- указом Президента України № 132/2016 від 18 травня 2016 року «за особисту мужність і високий професіоналізм, виявлені у захисті державного суверенітету та територіальної цілісності України, вірність військовій присязі» — нагороджений орденом «За мужність» III ступеня (посмертно)[3].
- 24 березня 2017 року у Василівському аграрному коледжі вставлено меморіальну дошку на честь Сергія Бурлаки[4].
- 2017 р. у Василівській середній загальноосвітній школі № 1 відкрили меморіальну дошку на честь С. Бурлаки[5].
- Рішенням виконавчого комітету Запорізької міської ради № 585 від 23.09.2016 проїзд Ширшова перейменовано на проїзд Сергія Бурлака[6].
- в м. Запоріжжі на буд. № 6 по вул. Добролюбова відкрито меморіальну дошку на честь С. Бурлака[7].
- 13 серпня 2017 р. у Бердянську пройшов турнір з міні-футболу, присвячений пам'яті Сергія «Француза» Бурлаки[8].